# Ray Nance
Ray Willis Nance, ps. „Floorshow” (ur. 10 grudnia 1913 w Chicago, zm. 28 stycznia 1976 w Nowym Jorku) – afroamerykański muzyk jazzowy, trębacz, kornecista, skrzypek i wokalista.

## Życiorys
Pierwsze lekcje gry na fortepianie dawała mu matka, kiedy miał sześć lat. Trzy lata później rozpoczął siedmioletnią naukę gry na skrzypcach u Maxa Fishela z Chicago Music College. Uczęszczał do znanej szkoły średniej Wendell Phillips High School, w której orkiestrę prowadził pionier edukacji jazzowej – major N. Clark Smith. Pod jego okiem nauczył się grać na trąbce. Następnie ukończył Lane College w Jackson w stanie Tennessee. Z orkiestrą uczelnianą The Rhythm Rascals występował w lokalnej rozgłośni radiowej. Po powrocie do Chicago grał i śpiewał w nocnych klubach. Był także dobrym tancerzem. Dzięki swojej wszechstronności zyskał później przydomek „Floorshow” („Estradowiec”).
W latach 1932–1937 prowadził własny zespół Ray Nance and His Ebony Aces. Następnie do 1939 pracował z orkiestrą pianisty Earla Hinesa. Potem przez rok występował z grupą Horace’a Hendersona, który był bratem słynniejszego Fletchera. W 1940 bandlider Duke Ellington zaangażował go do swojej orkiestry na miejsce trębacza Cootiego Williamsa. Jego pierwszy dzień w pracy został w pełni udokumentowany, albowiem wystąpił w zarejestrowanym koncercie big-bandu w Fargo. Płyta Duke Ellington at Fargo, 1940 Live, wydana w 1978, dwa lata później zdobyła nagrodę Grammy. Zagrał także słynne solo na trąbce w oryginalnym nagraniu utworu Take the „A” Train. Bardzo dobrze posługiwał się tłumikiem, wypracowując oryginalny styl. Był ważnym muzykiem w zespole. Równie często jak na trąbce grał na skrzypcach, których brzmienie wzbogaciło koloryt m.in. suity Black, Brown and Beige. Ponadto śpiewał w wielu utworach takich jak A Slip of a Lip Will Sink a Ship i Tulip or Turnip. Po powrocie do orkiestry Williams odebrał mu część dotychczasowego splendoru. Grali ze sobą przez blisko rok, ale w 1963 Nance zdecydował się odejść z orkiestry. W późniejszych latach pojawiał się w jej składzie podczas występów gościnnych.
W okresie kariery dokonał ponad dwustu nagrań, głównie z Ellingtonem. Grał jednak i nagrywał z różnymi liderami m.in.  saksofonistami Paulem Gonsalvesem, Johnnym Hodgesem i Jakim Byardem, wokalistkami Ellą Fitzgerald i Rosemary Clooney, pianistą Brooksem Kerrem, oraz perkusistą Chico Hamiltonem. W 1964 i 1965 współpracował z kierowaną przez Paula Lavalle’a oficjalną orkiestrą wystawy światowej w Nowym Jorku. Z rzadka prowadził własne zespoły. Od czasu do czasu grał w Europie. W Wielkiej Brytanii występował z zespole puzonisty Chrisa Barbera. Pojawił się w kilku jazzowych filmach dokumentalnych. W 1959 wystąpił w jednym z odcinków nadawanego w całych Stanach Zjednoczonych serialu telewizyjnego Timex All-Star Jazz Show.
Zmarł w Nowym Jorku. Miał 62 lata.

## Wybrana dyskografia

### Jako lider lub współlider
- 1959
  - Ellingtonia (Wynne)
  - A Flower Is a Lovesome Thing (Parker Records)
- 1970 Body and Soul (Solid State Records)
- 1974 Huffin’ ’n’ Puffin’ (MPS Records)

### Jakosideman
Z Jakim Byardem
- 1968 Jaki Byard with Strings! (Prestige)

Z Dukem Ellingtonem
- 1951 Masterpieces by Ellington (Columbia)
- 1953 Ellington Uptown (Columbia)
- 1955 Ellington ’55 (Capitol)
- 1956
  - Blue Rose – Rosemary Clooney–Duke Elligton (Columbia)
  - Historically Speaking (Bethlehem)
  - Ellington at Newport (Columbia)
- 1957
  - A Drum Is a Woman (Columbia)
  - Such Sweet Thunder (Columbia)
- 1958
  - Black, Brown and Beige (Columbia)
  - Newport 1958 (Columbia)
- 1959
  - Live at the Blue Note (Roulette Records)
  - Festival Session (Columbia)
  - Music by Duke Ellington – From the Sound Track of the Motion Picture – Otto Preminger’s Anatomy of a Murder (Columbia)
  - Jazz Party (Columbia)
- 1960
  - Blues in Orbit (Columbia)
  - Piano in the Background (Columbia)
  - The Nutcracker Suite (Columbia)
- 1961
  - Swinging Suites by Edward E. and Edward G. (Columbia)
  - The Count Meets the Duke – First Time! (Columbia)
- 1962
  - All American in Jazz (Columbia)
  - Midnight in Paris – Duke Ellington and His Orchestra (Columbia)
  - Duke Ellington Meets Coleman Hawkins (Impulse! Records)
- 1963 Afro-Bossa (Reprise)
- 1964 The Symphonic Ellington (Reprise)
- 1965
  - My People (Contact)
  - Ellington ’66 (Reprise)
  - Concert in the Virgin Islands (Reprise)
- 1966 The Indispensable Duke Ellington (RCA Victor)
- 1973 The Great Paris Concert (Atlantic)
- 1976 Duke Ellington's Jazz Violin Session (Atlantic)
- 1978 Duke Ellington at Fargo, 1940 Live (Book-Of-The-Month Records)
- 1983 All Star Road Band (Doctor Jazz)
- 1991 Hot Summer Dance (Red Baron)
- 1986 In the Uncommon Market (Pablo)
- 1995 Duke Ellington and His Great Vocalists (Columbia)

Z Horacem Hendersonem
- 1992 Horace Henderson 1940 – Fletcher Henderson 1941 (Classics)

Z Earlem Hinesem
- 1989
  - Earl „Fatha” Hines – Harlem Lament (Portrait)
  - Piano Man! (Bluebird)
- 1992 Rosetta – 1937–1939 (Jazz Archives)
- 1994 Earl Hines and the Duke's Men (Delmark Records)
- 1996 Earl Hines and His Orchestra – 1942–1945 (Classics)

Z Buddem Johnsonem
- 1960 Budd Johnson and the Four Brass Giants (Riverside)

Zestawienie wg dat wydania płyt

## Linki zewnętrzna
- Ray Nance – dyskografia, Discogs